# Берлински споразум (1878)
Берлински споразум је био коначни акт Берлинског конгреса (13. јун — 13. јул 1878) којим су Уједињено Краљевство, Аустроугарска, Француска, Њемачка, Италија, Русија и Турска под султаном Абдул Хамидом II извршиле ревизију Санстефанског споразума потписаног 3. марта исте године. Најзначајнији одредница споразума је одлука о судбини Кнежевине Бугарске успостављене Санстефанским споразумом, иако је сама Бугарска била искључена из учешћа у разговорима руским инсистирањем. У исто вријеме, непостојећа на мапама, Бугарска није била дио међународног права, нити Бугари сами. Ово искључење је већ утврђена чињеница по Цариградској конференцији великих сила, која је одржана годину дана прије без икаквог учешћа Бугарске.
Споразум је формално признао независност дефакто суверених кнежевина Румуније, Србије и Црне Горе, заједно са аутономијом Бугарске, иако је она дефакто функционисала независно и била је подјељена на три дијела: Кнежевину Бугарску, аутономну покрајину Источну Румелију и Македонију, која је враћена Османлијама,
У Источној Анатолији, Берлински споразум је потврдио руске добитке против Османског царства утврђених Санстефанским споразумом, иако су долина Елешкирт и град Догубајазит враћени Османлијама.

## Потписници споразума
Потписници споразума су били:
- Уједињено Краљевство
  - Бенџамин Дизраели, први гроф од Беконсфилда, Премијер
  - Роберт Гајскон-Сесил, трећи маркиз од Солсберија, секретар за спољашње послове
  - Лорд Одо Расел, амбасадор у Берлину
- Њемачка и Пруска
  - Ото фон Бизмарк, Министар-председник Пруске и Канцелар Њемачке
  - Берхард Ернст фон Билов, Министар спољашњих послова Пруске
  - Хлодвиг, принц Хохенлохе-Шилингсфирста, амбасадор у Паризу
- Аустроугарска
  - Ђула, гроф Андраши, министар спољашњих послова
  - Гроф Алајош Кароји, амбасадор у Берлину
  - Барон Хејнрих Карл фон Хајмрлер, амбасадор у Риму
- Француска
  - Вилијам Вадингтон, гроф Сен Валије, амбасадор у Берлину и министар спољашњих послова
  - Феликс Хиполите Деспез, директор политичких питања у департману за спољашње послове
- Русија
  - Александар Горчаков, Канцелар и министар спољашњих послова
  - Гроф Петар Шувалов, амбасадор при Суду Светог Џејмса
  - Павле Убри, амбасадро у Берлину
- Турска
  - Александар Каратеодори, министар јавних радова
  - Али-паша Гусињски, мушир Османске војске
  - Садулах-паша, амбасадор у Берлину

## Резултати
Три нове независне државе су постале краљевине: Румунија 1881, Србија 1882. и Црна Гора 1910, док је Бугарска прогласила пуну независност 1908. након уједињења са Источном Румелијом 1885. Аустроугарска је анектирала Босну и Херцеговину 1908, узрокујући већу европску власт.
Берлинским споразумом је осигуран посебан правни статус појединим вјерским групама; и послужио је као модел за Мањинске уговоре који су накнадно утврђени у оквиру Друштва народа. Такође ријешене су граничне нејасноће између Грчке и Османског царства, преносом Тесалији у састав Грчке 1881.
Маркиз од Солсберија, британски државни секретар на Конгресу, је првобитно подржао руску позицију и Санстефански споразум. Након повратка са Конгреса, Солсбери је признао да су подршком Аустроугарске умјесто Русије, Британци су „подржали погрешног коња“.
По британском историчару А. Џ. П. Тејлору: „Да су подржале Санстефански споразум, и Османско царство и Аустроугарска би можда преживјеле до данашњих дана. Британци, осим Дизрелија у његовим најдивљијим тренуцима, су очекивали мање и с тим су мање разочарани. Солсбери је написао на крају 1878. године: Ми ћемо поново успостави климаву турску власт на југу Балкана. Али само на кратко. Она неће заживјети“.
Косовски вилајет је остао у саставу Османског царства. Аустроугарској је дозвољено да стационира војни гарнизон у Босанском вилајету и Новопазарском санџаку. Босански вилајет је стављен под Аустроугарску окупацију, који је формално остао у саставу Османског царства све до Аустроугарске анексије 1908. Аустроугарски војни гарнизон је повучен из Новопазарског санџака 1908. године, након анексије Босне и настанка Босанске кризе, у циљу постизања компромиса са Османским царством (Османска влада је водила борбу са Младотурском револуцијом 1908. године, која је била још један од разлога за губљење Босне и Бугарске исте године).

### Примарни извори
- European commission for Eastern Roumelia (1880). Report presented to the international commission at Constantinople [European commission for Eastern Roumelia as to the state of Macedonia since the treaty of Berlin.
- Gladstone, William Ewart (1878). The Berlin Treaty and the Anglo-Turkish Convention: speech of the Right Hon. W.E. Gladstone, M.P. in the House of Commons on Tuesday, July 30th, 1878.
- Gladstone, William Ewart (1916). „The Treaty of Berlin, July 30th, 1878”. Gladstone's Speeches, Descriptive Index and Bibliography by Arthur Tilney Bassett with a Preface by Viscount Bryce, O.M. and Introduction to the Selected Speeches by Herbert Paul. London: Methuen & Co. стр. 505—52.
- Medlicott, W. N. (1963). The Congress of Berlin and After: A Diplomatic History of the Near East Settlement, 1878–1880 (2. изд.). London: Frank Cass.